# ارنست وتوری
ارنست وتوری (انگلیسی: Ernst Vettori؛ زادهٔ ۲۵ ژوئن ۱۹۶۴) اسکی‌باز پرش اهل اتریش است.